# Música ao Longe (telenovela)
Música ao Longe foi uma telenovela brasileira exibida pela TV Cultura entre 30 de agosto e 24 de setembro de 1982, às 19h30. Baseada no romance homônimo de Érico Veríssimo, foi escrita por Mário Prata.

## Enredo
A história é construída do ponto de vista da jovem Clarissa, professora em Jacarecanga, e que vive com a família que, de origem rica, está declinando. Em meio à monotonia da cidadezinha do interior do Rio Grande do Sul e da tristeza pela dissolução de sua família, a moça sonha com sua aproximação com um primo, Vasco.
Os outros personagens da trama são João de Deus, estancieiro arruinado; Jovino e Amâncio, com dificuldades financeiras, dominados pelo vício; Dona Zezé, uma velhinha que vive voltada para o passado; Cleonice e Pio, noivos há doze anos; Seu Leocádio, o velhote dos mistérios, dono do único telescópio existente em Jacarecanga, charadista, poeta, músico e que entende de almanaques; e, por fim, Vasco, rapaz esquivo, agressivo e misterioso, que desperta Clarissa para o amor.

## Elenco
- Djenane Machado - Clarissa
- Fausto Rocha Jr. - Vasco
- Maria Luiza Castelli - Raquel
- Irene Stefânia - Clemência
- Maria Célia Camargo - Dona Zezé
- Alceu Nunes
- Alexandra Corrêa
- Carlos Cambraia
- Carlos Moreno
- Cuberos Neto
- Eudes Carvalho
- Eudósia Acuña
- Hélio Cícero
- José Lewgoy
- Luiz Serra
- Maria Helena Steiner
- Patrícia Escobar
- Renato Borghi
- Rosaly Papadopol
- Sandra Sargentelli
- Serafim Gonzalez
- Silvia Borges
- Tácito Rocha
- Vicente Baccaro